# Alberto Federico di Prussia
Alberto Federico di Prussia, in tedesco Albrecht Friedrich von Preußen (Königsberg, 29 aprile 1553 – Fischhausen, 27 agosto 1618), fu Duca di Prussia dal 1568 fino alla sua morte.

## Famiglia
Era figlio di Alberto I di Prussia e Anna Maria di Brunswick-Lüneburg. Fu il secondo ed ultimo Duca di Prussia appartenente al ramo Ansbach della famiglia Hohenzollern.

## Duca di Prussia
Alberto divenne Duca di Prussia dopo aver prestato omaggio feudale a Sigismondo II Augusto, re di Polonia (la Prussia era un feudo della Polonia), il 19 luglio 1569 a Lublino. Durante le elezioni polacche del 1573, Alberto Federico tentò di farsi accettare dal senato polacco, ma gli si oppose il potente Jan Zamoyski, che temeva l'influenza dei protestanti nel corpo legislativo polacco.
Come pronipote del re polacco Casimiro IV Jagellone e come duca di Prussia, che parlava correntemente polacco, Alberto Federico fu preso seriamente in considerazione, per un certo tempo, come possibile candidato al trono polacco.

## Matrimonio ed eredi
Sposò Maria Eleonora, figlia di Guglielmo di Jülich-Kleve-Berg e di Maria Arciduchessa d'Austria. Da questo matrimonio nacquero sette figli, di cui solo le cinque femmine raggiunsero l'età adulta:
- Anna (3 luglio 1576 – 30 agosto 1625), sposa di Giovanni Sigismondo di Brandeburgo;
- Maria (23 gennaio 1579 – 21 febbraio 1649), sposa di Cristiano Margravio di Bayreuth;
- Alberto Federico (1º giugno – 8 ottobre 1580);
- Sofia (31 marzo 1582 – 4 dicembre 1610) sposa di Guglielmo Kettler duca di Curlandia;
- Eleonora (22 agosto 1583 – 9 aprile 1607), sposa di Gioacchino III Federico di Brandeburgo;
- Guglielmo Federico (23 giugno 1585 – 18 gennaio 1586);
- Maddalena Sibilla (31 dicembre 1586 – 22 febbraio 1659), sposa di Giovanni Giorgio I di Sassonia.

## Successione
Il ducato dal 1605 venne retto dal genero Gioacchino di Brandeburgo, in quanto Alberto era incapace di intendere e di volere. Alla morte di Gioacchino, nel 1608, la reggenza passò a Giovanni Sigismondo, che, alla morte di Alberto, divenne il nuovo duca.

## Ascendenza
|                                   |                                    |                                    | Genitori                         |  |  | Nonni |  |  | Bisnonni                   |  |  | Trisnonni                 |  |
|                                   |                                    |                                    |                                  |  |  |       |  |  | Alberto III di Brandeburgo |  |  | Federico I di Brandeburgo |  |
|                                   |                                    |                                    |                                  |  |  |       |  |  | Alberto III di Brandeburgo |  |  | Federico I di Brandeburgo |  |
|                                   |                                    | Elisabetta di Baviera-Landshut     |                                  |  |  |       |  |  | Alberto III di Brandeburgo |  |  |                           |  |
| Federico I di Brandeburgo-Ansbach |                                    |                                    |                                  |  |  |       |  |  | Alberto III di Brandeburgo |  |  |                           |  |
|                                   |                                    | Anna di Sassonia                   | Federico II di Sassonia          |  |  |       |  |  |                            |  |  |                           |  |
|                                   |                                    | Anna di Sassonia                   | Federico II di Sassonia          |  |  |       |  |  |                            |  |  |                           |  |
|                                   |                                    | Anna di Sassonia                   | Margherita d'Austria             |  |  |       |  |  |                            |  |  |                           |  |
| Alberto I di Prussia              |                                    | Anna di Sassonia                   |                                  |  |  |       |  |  |                            |  |  |                           |  |
|                                   |                                    | Casimiro IV di Polonia             | Ladislao II Jagellone            |  |  |       |  |  |                            |  |  |                           |  |
|                                   |                                    | Casimiro IV di Polonia             | Ladislao II Jagellone            |  |  |       |  |  |                            |  |  |                           |  |
|                                   |                                    | Casimiro IV di Polonia             | Sofia Alšėniškė                  |  |  |       |  |  |                            |  |  |                           |  |
| Sofia di Polonia                  |                                    | Casimiro IV di Polonia             |                                  |  |  |       |  |  |                            |  |  |                           |  |
|                                   |                                    | Elisabetta d'Asburgo               | Alberto II d'Asburgo             |  |  |       |  |  |                            |  |  |                           |  |
|                                   |                                    | Elisabetta d'Asburgo               | Alberto II d'Asburgo             |  |  |       |  |  |                            |  |  |                           |  |
|                                   |                                    | Elisabetta d'Asburgo               | Elisabetta di Lussemburgo        |  |  |       |  |  |                            |  |  |                           |  |
| Alberto Federico di Prussia       |                                    | Elisabetta d'Asburgo               |                                  |  |  |       |  |  |                            |  |  |                           |  |
|                                   | Guglielmo IV di Brunswick-Lüneburg | Guglielmo di Brunswick-Lüneburg    |                                  |  |  |       |  |  |                            |  |  |                           |  |
|                                   | Guglielmo IV di Brunswick-Lüneburg | Guglielmo di Brunswick-Lüneburg    |                                  |  |  |       |  |  |                            |  |  |                           |  |
|                                   | Guglielmo IV di Brunswick-Lüneburg | Cecilia di Brandeburgo             |                                  |  |  |       |  |  |                            |  |  |                           |  |
| Eric I di Brunswick-Lüneburg      | Guglielmo IV di Brunswick-Lüneburg |                                    |                                  |  |  |       |  |  |                            |  |  |                           |  |
|                                   |                                    | Elisabetta di Stolberg-Wernigerode | Bodo VII di Stolberg-Wernigerode |  |  |       |  |  |                            |  |  |                           |  |
|                                   |                                    | Elisabetta di Stolberg-Wernigerode | Bodo VII di Stolberg-Wernigerode |  |  |       |  |  |                            |  |  |                           |  |
|                                   |                                    | Elisabetta di Stolberg-Wernigerode | Anna di Schwarzburg              |  |  |       |  |  |                            |  |  |                           |  |
| Anna Maria di Brunswick-Lüneburg  |                                    | Elisabetta di Stolberg-Wernigerode |                                  |  |  |       |  |  |                            |  |  |                           |  |
|                                   |                                    | Gioacchino I di Brandeburgo        | Giovanni I di Brandeburgo        |  |  |       |  |  |                            |  |  |                           |  |
|                                   |                                    | Gioacchino I di Brandeburgo        | Giovanni I di Brandeburgo        |  |  |       |  |  |                            |  |  |                           |  |
|                                   |                                    | Gioacchino I di Brandeburgo        | Margherita di Sassonia           |  |  |       |  |  |                            |  |  |                           |  |
| Elisabetta di Brandeburgo         |                                    | Gioacchino I di Brandeburgo        |                                  |  |  |       |  |  |                            |  |  |                           |  |
|                                   |                                    | Elisabetta di Danimarca            | Giovanni di Danimarca            |  |  |       |  |  |                            |  |  |                           |  |
|                                   |                                    | Elisabetta di Danimarca            | Giovanni di Danimarca            |  |  |       |  |  |                            |  |  |                           |  |
|                                   |                                    | Elisabetta di Danimarca            | Cristina di Sassonia             |  |  |       |  |  |                            |  |  |                           |  |
|                                   |                                    | Elisabetta di Danimarca            |                                  |  |  |       |  |  |                            |  |  |                           |  |